# Persone di cognome Antonelli
| Questa pagina contiene informazioni ricavate automaticamente dalle voci biografiche con l'ausilio del template Bio e di un bot. L'aggiornamento è periodico e automatico e ricostruisce completamente la pagina. Se manca una persona in questa lista, sei pregato di non aggiungerla, ma accertati piuttosto che la sua voce biografica contenga il template Bio e che i dati anagrafici siano correttamente compilati. Se il template Bio manca, inseriscilo tu stesso o, in alternativa, metti l'avviso {{tmp\|Bio}} che ne segnala la mancanza. Se i dati riportati sono sbagliati, correggi direttamente la voce biografica; le modifiche saranno visibili in questa lista entro pochi giorni. Per chiarimenti vedi il progetto biografie. La lista contiene solo le 51 persone che sono citate nell'enciclopedia e per le quali è stato implementato correttamente il template Bio. Pagina aggiornata al 25 lug 2023. |

Questa è una lista di persone presenti nell'enciclopedia che hanno il cognome Antonelli, suddivise per attività principale.

## Allenatori di calcio(1)
- Roberto Antonelli, allenatore di calcio e ex calciatore italiano (Morbegno, n.1953)

## Allenatori di calcio a 5(1)
- Luciano Antonelli, allenatore di calcio a 5 e ex giocatore di calcio a 5 argentino (Buenos Aires, n.1979)

## Anatomisti(1)
- Giovanni Antonelli, anatomista italiano (L'Aquila, n.1838 - Napoli, † 1914)

## Architetti(2)
- Alessandro Antonelli, architetto e politico italiano (Ghemme, n.1798 - Torino, † 1888)
- Augusto Antonelli, architetto italiano (Venezia, n.1895 - Roma, † 1960)

## Archivisti(1)
- Giovanni Antonelli, archivista, storico e politico italiano (Spoleto, n.1919 - Spoleto, † 2009)

## Astronauti(1)
- Dominic Antonelli, ex astronauta statunitense (Detroit, n.1967)

## Attori(2)
- Ennio Antonelli, attore italiano (Roma, n.1927 - Roma, † 2004)
- Roberto Antonelli, attore italiano (Campobasso, n.1938)

## Attrici(3)
- Carlotta Antonelli, attrice italiana (Roma, n.1995)
- Francesca Antonelli, attrice italiana (Roma, n.1972)
- Margherita Antonelli, attrice e comica italiana (Milano, n.1963)

## Calciatori(2)
- Giuseppe Antonelli, calciatore italiano (Lussinpiccolo, n.1909)
- Luca Antonelli, ex calciatore italiano (Monza, n.1987)

## Cardinali(5)
- Nicolò Maria Antonelli, cardinale e orientalista italiano (Pergola, n.1698 - Roma, † 1767)
- Ferdinando Giuseppe Antonelli, cardinale e arcivescovo cattolico italiano (Subbiano, n.1896 - Roma, † 1993)
- Ennio Antonelli, cardinale e arcivescovo cattolico italiano (Todi, n.1936)
- Giacomo Antonelli, cardinale italiano (Sonnino, n.1806 - Roma, † 1876)
- Leonardo Antonelli, cardinale e vescovo cattolico italiano (Senigallia, n.1730 - Senigallia, † 1811)

## Cestiste(1)
- Simona Antonelli, cestista italiana (Roma, n.1982)

## Cestisti(2)
- Massimo Antonelli, cestista italiano (Roma, n.1953)
- Riccardo Antonelli, cestista italiano (Varese, n.1988)

## Designer(1)
- Paola Antonelli, designer e architetta italiana (Sassari, n.1963)

## Diplomatici(1)
- Pietro Antonelli, diplomatico, esploratore e politico italiano (Roma, n.1853 - Rio de Janeiro, † 1901)

## Drammaturghi(1)
- Luigi Antonelli, drammaturgo italiano (Castilenti, n.1877 - Pescara, † 1942)

## Filologi(1)
- Roberto Antonelli, filologo italiano (Roma, n.1942)

## Generali(1)
- Giancarlo Antonelli, generale italiano (Premosello, n.1942 - Ornavasso, † 2015)

## Giocatori di curling(1)
- Massimo Antonelli, giocatore di curling e dirigente sportivo italiano (Cortina d'Ampezzo, n.1968)

## Giocatrici di beach volley(1)
- Maria Antonelli, giocatrice di beach volley brasiliana (Resende, n.1984)

## Giornalisti(1)
- Carlo Antonelli, giornalista e direttore artistico italiano (Novi Ligure, n.1965)

## Informatiche(1)
- Kathleen Antonelli, programmatrice irlandese (Creeslough, n.1921 - Wyndmoor, † 2006)

## Ingegneri(4)
- Giovanni Battista Antonelli, ingegnere militare italiano (Napoli, n.1527 - Toledo, † 1588)
- Giovanni Battista Antonelli, ingegnere e economista italiano (San Miniato, n.1858 - Cassano Spinola, † 1944)
- Battista Antonelli, ingegnere militare italiano (Gatteo, n.1547 - Madrid, † 1616)
- Giacomo Antonelli, ingegnere italiano (Terzo di Aquileia, n.1834 - Terzo di Aquileia, † 1927)

## Linguisti(1)
- Giuseppe Antonelli, linguista italiano (Arezzo, n.1970)

## Marciatori(1)
- Michele Antonelli, marciatore italiano (Macerata, n.1994)

## Medici(1)
- Ferruccio Antonelli, medico e psichiatra italiano (Sant'Elpidio a Mare, n.1927 - Roma, † 2000)

## Mezzofondisti(1)
- Franco Antonelli, mezzofondista italiano (Collazzone, n.1934 - Torino, † 2022)

## Militari(3)
- Bruno Antonelli, militare e partigiano italiano (Castel Goffredo, n.1925 - Castel Goffredo, † 1945)
- Dario Antonelli, militare italiano (Ripe San Ginesio, n.1911 - Bergamo, † 1945)
- Francesco Antonelli, militare italiano (Napoli, n.1803 - San Giovanni a Teduccio, † 1877)

## Partigiane(1)
- Mafalda Antonelli, partigiana italiana (Cinigiano, n.1921 - Lugano, † 2011)

## Piloti automobilistici(1)
- Andrea Kimi Antonelli, pilota automobilistico italiano (Bologna, n.2006)

## Piloti motociclistici(2)
- Andrea Antonelli, pilota motociclistico italiano (Castiglione del Lago, n.1988 - Syčëvo, † 2013)
- Niccolò Antonelli, pilota motociclistico italiano (Cattolica, n.1996)

## Registi(1)
- Massimo Antonelli, regista e sceneggiatore italiano (Asmara, n.1942)

## Scienziati(1)
- Giovanni Antonelli, scienziato, astronomo e matematico italiano (Pistoia, n.1818 - Firenze, † 1872)

## Stiliste(1)
- Maria Antonelli, stilista italiana (Siena, n.1903 - Roma, † 1969)

## Tipografi(1)
- Giuseppe Antonelli, tipografo e editore italiano (Venezia, n.1793 - † 1861)

## Vescovi cattolici(1)
- Gioacchino Antonelli, vescovo cattolico italiano (Faella, n.1792 - Firenze, † 1859)